# Yamataka Jindai Sakura

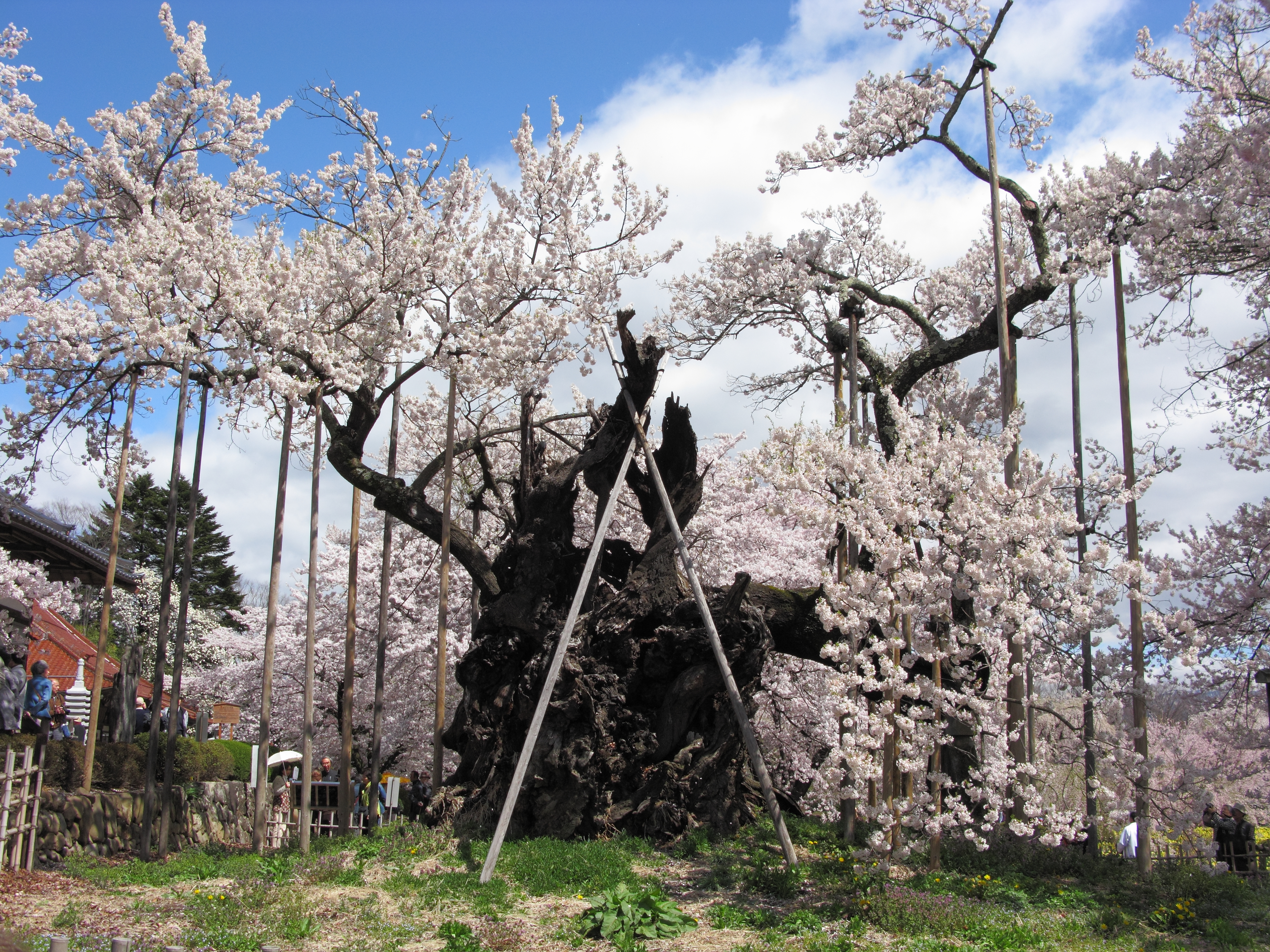
Yamataka Jindai Sakura

Yamataka Jindai Sakura (jap. 山高神代ザクラ bzw. 山高神代桜) ist ein 1800 bis 2000 Jahre alter Kirschbaum auf dem Gelände des japanischen Tempels Jissō-ji in der Gemeinde Hokuto in der Präfektur Yamanashi.
Der Baum gehört zur Zierkirschen-Art Prunus itosakura (Syn. Prunus pendula f. ascendens, Prunus aequinoctialis, Prunus subhirtella var. ascendens) (jap. edo higan zakura). Mit seiner Höhe von 10,3 m und einem Stammumfang von 11,8 m, wird ein Alter von 1800 bis 2000 Jahren angenommen, womit er Japans ältester und dickster Kirschbaum ist. Aus diesem Grund wurde der Baum am 12. Oktober 1922 als eines der ersten Naturdenkmäler Japans ernannt.
Der Legende nach soll der Baum von Yamatotakeru gepflanzt worden sein und auch der buddhistische Reformator Nichiren soll hier gebetet haben.